# Coulouvray-Boisbenâtre

Coulouvray-Boisbenâtre este o comună în departamentul Manche, Franța. În 2009 avea o populație de 551 de locuitori.